# 在來線
在來線是源於日本的鐵道用語，意指新幹線以外的JR或舊國鐵鐵路線，其特點為使用1067mm軌距。日文「在來」（日语：在来）一词解作「向來、一直以來、既有」，以便與較晚興建、使用標準軌的新幹線作出區隔。

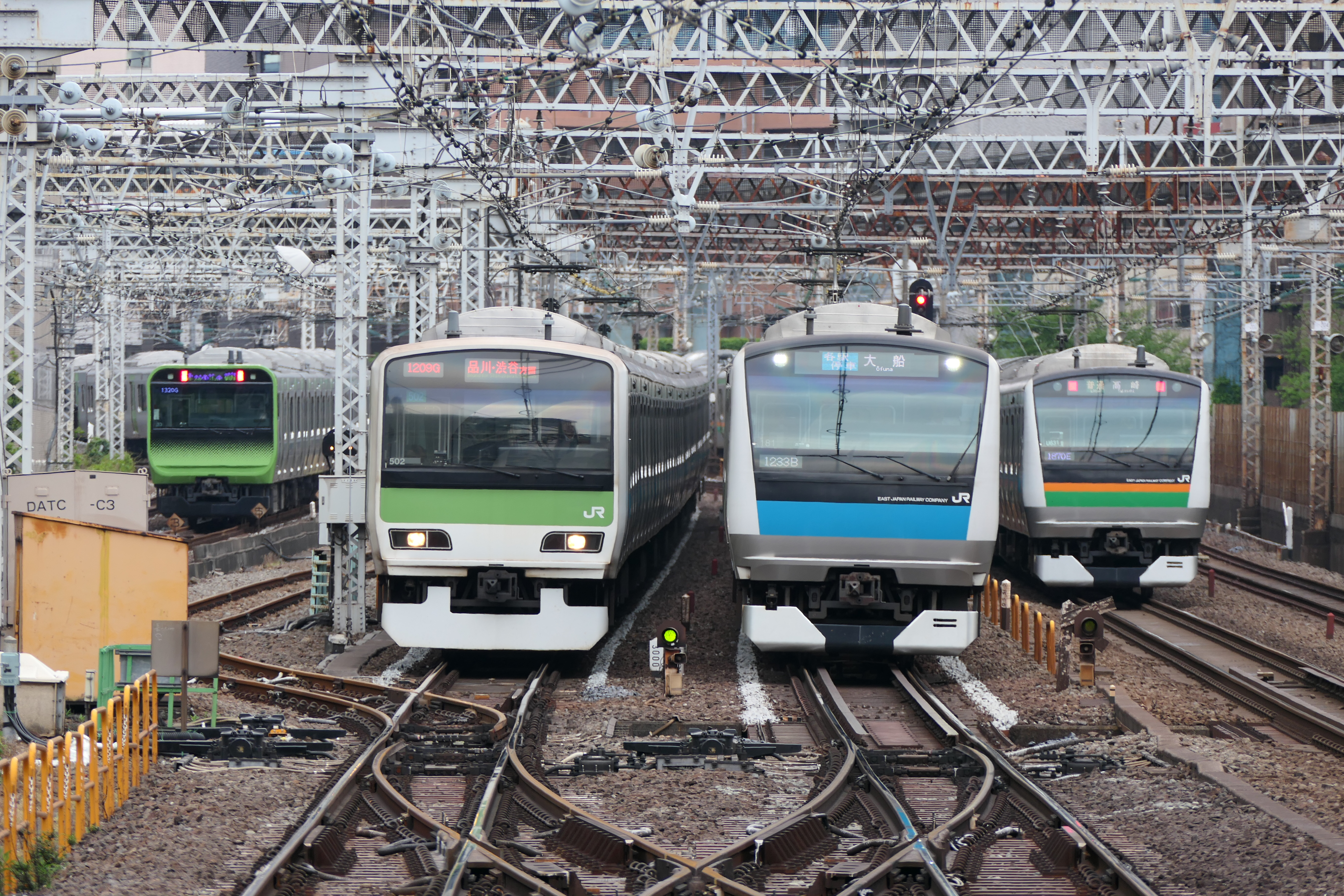
首都圈常规线路示例

在來線名稱在日本使用的特例，是與新幹線作直通運行的迷你新幹線。名字中雖有「新幹線」，路線也是採用標準軌，但根據日本《全國新幹線鐵道整備法》的定義，仍屬在來線的範圍。另一個例外則是博多南線。

## 語源
1964年10月1日日本最早的新幹線東海道新幹線開業之後，才開始把原有鐵路稱作「在來線」，作為「新幹線」的反義詞（返稱）使用。

## 在來線的意義
新幹線開通以後，在來線一般擔當城際運輸、地域内運輸、補充新幹線運輸等角色，亦是貨物列車、夜行列車使用的路線。新幹線開業之後在來線部分的使用者的確有所減少。

## 並行在來線
與新幹線並行的既存路線，特別稱為「並行在來線」，例如路線多與東海道新幹線並行的東海道本線。
數家JR公司因為同時擁有在來線與新幹線，為減輕營運上的壓力，已把部份並行在來線交由第三部門業者經營。例如與東北新幹線並行的東北本線盛岡～青森路段交由IGR岩手銀河鐵道與青森鐵道經營，與九州新幹線並行的鹿兒島本線八代～川内路段交由肥薩橙鐵道經營等。